# Lowellville, Ohio
Lowellville là một làng thuộc quận Mahoning, tiểu bang Ohio, Hoa Kỳ. Năm 2010, dân số của làng này là 1155 người.

## Dân số
- Dân số năm 2000: 1281 người.
- Dân số năm 2010: 1155 người.